# Théorie des catastrophes
Dans le domaine de la topologie différentielle, la théorie des catastrophes, fondée par René Thom, est une branche de la théorie des bifurcations qui a pour but de construire le modèle dynamique continu le plus simple pouvant engendrer une morphologie, donnée empiriquement, ou un ensemble de phénomènes discontinus.
Plus précisément, il s'agit d'étudier qualitativement comment les solutions d'équations dépendent du nombre de paramètres qu'elles contiennent. Le terme de « catastrophe » désigne le lieu où une fonction change brusquement de forme.
L'avantage de cette théorie par rapport au traitement habituel des équations différentielles est de tenir compte des fonctions comportant des singularités, c'est-à-dire des variations soudaines.
L'appellation « théorie des catastrophes » est le fait d'Erik Christopher Zeeman, et non de René Thom.

## Histoire
La théorie des catastrophes permet une extension de la première théorie des jeux[réf. nécessaire] de von Neumann et Morgenstern, outil pour analyser des situations d'intérêts opposés, à somme nulle : en effet, celle-ci ne traitait que de solutions où le résultat dépendait juste des choix statistiques ou probables des joueurs, faisant apparaître souvent une courbe en selle où l'on trouvait ce qui permettait à l'un de maximiser ses gains et à l'autre de minimiser ses pertes. Le propre de cette courbe en selle est qu'à tout choix X de l'un et Y de l'autre ne correspond qu'une seule valeur possible du résultat R (-R pour l'autre joueur, donc).
On ne pouvait donc alors envisager de surfaces de réponse présentant une fronce, où des choix X et Y auraient pu présenter des résultats R1 et R2 différents selon les choix antérieurs. Cette limitation, et le cas particulier de la fronce, conduisit René Thom à s'intéresser à ces topologies particulières.
La théorie des catastrophes a été mise en évidence en 1972 à la suite de la parution du livre de René Thom, Stabilité structurelle et morphogenèse, qui marque l'arrivée de la mathématique dans un domaine jusque-là non formalisé.

## Théorème de la classification
Le résultat le plus célèbre obtenu est qu'il n'existe que sept formes de « catastrophes » possibles pour toutes les équations donnant, en fonction d'un certain nombre n de paramètres d'entrée, la valeur du potentiel V d'un système, si le nombre n de ces paramètres ne dépasse pas quatre. Chacune d'elles a reçu un nom en rapport avec sa forme :
- Pour un paramètre (a) en entrée et...
  - une variable (x) en sortie :
    - le pli : {\displaystyle V=x^{3}+ax}
- Pour deux paramètres (a et b) en entrée et...
  - une variable (x) en sortie :
    - la fronce : {\displaystyle V=x^{4}+ax^{2}+bx}
- Pour trois paramètres (a, b et c) en entrée et...
  - une variable (x) en sortie :
    - la queue d'aronde : {\displaystyle V=x^{5}+ax^{3}+bx^{2}+cx}

  - deux variables (x et y) en sortie :
    - l'ombilic hyperbolique (la vague) : {\displaystyle V=x^{3}+y^{3}+axy+bx+cy}              ou bien
    - l'ombilic elliptique (le poil) : {\displaystyle V=x^{3}/3-xy^{2}+a(x^{2}+y^{2})+bx+cy}
- Pour quatre paramètres (a, b, c et d) en entrée et...
  - une variable (x) en sortie :
    - le papillon : {\displaystyle V=x^{6}+ax^{4}+bx^{3}+cx^{2}+dx}

  - deux variables (x et y) en sortie :
    - l'ombilic parabolique (le champignon) : {\displaystyle V=x^{2}y+y^{4}+ax^{2}+by^{2}+cx+dy}

Avec cinq paramètres, il existe  quatre formes de catastrophes supplémentaires ; ainsi, avec au plus cinq paramètres, il n'existe que onze formes de catastrophes distinctes.
Quand il y a six paramètres ou plus, la classification des catastrophes devient infinie : des « modules » apparaissent.

## Applications
Ses applications sont d'abord en simulations d'objets naturels.
On la retrouve aussi dans d'autres domaines : géologie, mécanique appliquée, hydrodynamique, optique géométrique, physiologie, biologie, linguistique.
Erik Christopher Zeeman a, de façon controversée, étendu son application aux sciences humaines.
Jean Petitot a, de son côté, étendu son application à l'épistémologie.

## Citations
- « […] l'essence de la théorie des catastrophes c'est de ramener les discontinuités apparentes à la manifestation d'une évolution lente sous-jacente. Le problème est alors de déterminer cette évolution lente qui, elle, exige en général l'introduction de nouvelles dimensions, de nouveaux paramètres. » — René Thom (1991)
- « Les travaux d'Euler sur le flambage des poutres, c'était déjà de la théorie des catastrophes ! » — René Thom (1980)